# Shandianfloden
Shandianfloden eller Shandian He (闪电河; Shǎndiàn hé) är ett vattendrag i Kina. Det ligger i den nordöstra delen av landet, 260 km norr om huvudstaden Peking.
Shandianfloden rinner upp i Hebei i norra delen av Yanbergen och fortsätter norrut in i Inre Mongoliet där den övergår i Luanfloden söder om den historiska staden Xanadu.